# Hyalyris personata
Hyalyris personata är en fjärilsart som beskrevs av Fox 1971. Hyalyris personata ingår i släktet Hyalyris och familjen praktfjärilar. Inga underarter finns listade i Catalogue of Life.